# Anders Petersen
Pour les articles homonymes, voir Petersen.
Anders Petersen est un photographe suédois, spécialisé dans la photographie documentaire, né le 3 mai 1944 à Solna. Auteur de nombreux livres de photographies, il vit et travaille à Stockholm.

## Biographie
Knut Anders Fredrik Petersen est né le 3 mai 1944 à Solna dans le comté de Stockholm (Stockholms län). En 1961, à l'âge de 18 ans, Anders Petersen passe trois mois à Hambourg pour apprendre l'allemand ; il découvre les quartiers chauds de la ville. Rentré en Suède, il passe son baccalauréat, tente le journalisme, s’intéresse au dessin et à la peinture ; il s'oriente vers la photographie et est admis en 1966 à l’école de photographie de l’université de Stockholm, fondée par Christer Strömholm, où il étudiera jusqu'en 1968. En 1967, Strömholm l'incite à retourner à Hambourg ; il travaille plusieurs mois dans le pub du port de Hambourg, Café Lehmitz, près du Zeughausmarkt, et y prend de nombreuses photographies des habitués (marins, prostituées, paumés, alcooliques...) ; il expose en 1970 trois cent cinquante photographies sur les murs du café et encourage les clients à emporter les tirages sur lesquels ils se reconnaissent.
Le livre Café Lehmitz qu'il publie en 1978 décrit en noir et blanc et en gros plans sensuels ces habitués du café ; il est considéré comme un classique de la photographie,,.
Petersen crée en 1967 avec Kenneth Gustavsson le groupe photographique Saftra qui produit, dans les années 1970, des reportages socialement engagés et critiques sur la sociétésource?.
En 1973-1974, il suit les cours du Dramatiska Institutet à Stockholm, école consacrée au cinéma, à la radio, à la télévision et au théâtre, et en sort diplômé.
Il est diffusé par l’agence Viva à Paris dans les années 1970.
En 1985, une de ses photographies est utilisée pour la couverture de l'album Rain Dogs de Tom Waits.
En 2003-2004, il est nommé professeur de photographie à l'école de photographie et de cinéma à Göteborg. Il anime régulièrement des stages et expose en Europe, en Asie et aux États- Unis. Petersen s'est vu décerner nombre de prix et de distinctions tant pour ses photographies que pour ses livres, ainsi en 2012 le prix du livre Paris Photo - Foudation Aperture pour City Diary. En 2003, il a reçu le Grand prix du photographe des Rencontres Internationales de la Photographie d'Arles.

## Livres de photographies
- Gröna Lund : om människor på ett nöjesfält, texte de Jan Stolpe, Helsingborg, Fyra förläggare (coll. « Aktuell fotolitteratur », no  1 , 1973, 114 p.

premier livre de photographies publié par Petersen et consacré à un parc d'attractions de Stockholm et ceux qui le fréquentent.
- Cafe Lehmitz, texte de Roger Anderson, Munich, Schirmer Mosel Verlag, 1978, 18-88 p.  (ISBN 978-3-921375-28-0)[9]

rééditions : Schirmer Mosel Verlag, 2022, avec une préface de Tom Waits,.
édition française : Le Bistrot d'Hambourg, Paris, Contrejour, 1979  (ISBN 2-85949-021-3).
- (sv) Ingen har sett allt, texte de Göran Odbratt, Stockholm, Legus Förlag, 1995

ouvrage réalisé en collaboration avec le chercheur suédois Göran Odbratt, consacré aux patients du secteur psychiatrique d'Enskede-Skarpnäck, dans le sud de Stockholm.
- Frenchkiss, texte de Christian Caujolle, Marseille, Images en manœuvres, 2008  (ISBN 978-2-8499-5083-8).

- avec Jan Henrich Engström : (sv), (en) From back home, Stockholm, Max Ström, 2009, 317 p.  (ISBN 978-9171261649)

livre consacré aux paysages du Värmland.
- City diary, texte de Greger Ulf Nilson, Göttingen, Steidl, 2012

Anders Petersen y documente la vie en marge des prostituées, travestis, alcooliques, amants nocturnes ... ainsi que leurs conflits, dans des villes telles que Stockholm, Tokyo et Saint-Pétersbourg.
- (en) Soho : London MMXI, Londres, Photographer's gallery/MACK, 2012  (ISBN 9781907946226).

- avec Jacob Aue Sobol : (en) Veins, texte de Gerry Badger, Stockport, Dewi Lewis Publishing, 2013  (ISBN 9781907893452)[1].

- Valparaiso, Marseille, André Frère éditions, 2015  (ISBN 979-10-92265-33-0)[N 1].

- (en) Zoo, Göttingen, Steidl, 2017  (ISBN 9783958293335).

- (en)Napoli, texte de Ramon Pez, Bentivoglio, L'artiere, 2023, 61 p.  (ISBN 9791280978066).

## Expositions
- 1979 : « Le Reportage », Rencontres de la photographie d'Arles, exposition avec Mary Ellen Mark.
- 1997 : Anders Petersen : fotografier 1966-1996, Värmlands Museum, Karlstad[11].

- 18 janvier 16 mars 2003 : Anders Petersen. Ich dich lieben, Du mich auch ?, Fotomuseum, Winterthur[12]

puis 27 avril - 15 juin 2003 : Musée de la photographie des Pays-Bas, Rotterdam.
- 4 juillet - 17 septembre 2006 : À propos de Gap et Saint-Étienne, 37es Rencontres de la photographie d'Arles, Cloître Saint-Trophime[13].

- 19 septembre - 31 octobre 2008 : Sète 08, Galerie Vu', Paris[14],[15].

- 2009 : « Ça me touche », les invités de Nan Goldin, 40es Rencontres de la photographie d'Arles, exposition collective[16].

- 8 novembre 2013 - 11 janvier 2014 : To belong, galerie Vu', Paris.

- 12 novembre 2013 - 4 février 2014 : Anders Petersen, Bibliothèque nationale de France, site Richelieu, Galerie Mansart, Paris[17],[18],[19].

- 31 mai - 17 septembre 2017 : Anders Petersen, Café Lehmitz, dans le cadre du festival PHotoEspaña, Madrid[20].

- 17 mai - 1er septembre 2019 : Anders Petersen. Stockholm, Liljevalchs konsthall, Stockholm[21].

## Prix et récompenses
- 1996 : lauréat du premier Prix suédois du livre photographique pour Ingen har sett allt, 1995.
- 2003 : Photographe de l'année aux Rencontres de la photographie d'Arles.
- 2008 : Prix Erich-Salomon[22].
- 2009 : Prix du livre d'auteur avec Jan Henrich Engström aux Rencontres de la photographie d'Arles pour From Back Home[23].